# Sonnenburg (Osterwieck)
Sonnenburg ist ein Ortsteil und zählt zur Ortschaft Zilly der Stadt Osterwieck im Landkreis Harz in Sachsen-Anhalt.

## Geografie
Der Ort liegt vier Kilometer östlich von Zilly und zwölf Kilometer ostsüdöstlich von Osterwieck. Die Nachbarorte sind Badersleben im Norden, Huy-Neinstedt im Nordosten, Athenstedt im Südosten, Danstedt im Süden, Mulmke im Südwesten sowie Dardesheim im Nordwesten.